# 14.º Congresso Nacional do Partido Comunista da China
O Décimo Quarto Congresso Nacional do Partido Comunista da China foi um congresso realizado entre 12 a 18 de outubro de 1992. O congresso foi responsável por estabelecer o 14º Comitê Central do Partido Comunista da China e a proposta de construção de um socialismo com características chinesas fundamentada na teoria de Deng Xiaoping ganhou mais contornos.

## Agenda
A agenda do Congresso consistia do seguinte:
(1) Analisar e adotar o relatório do 13º Comitê Central do Partido Comunista da China.
(2) Revisar o relatório da Comissão Central de Inspeção Disciplinar.
(3) Deliberar e aprovar emendas à Constituição do Partido Comunista da China
(4) Eleger o 14º Comitê Central do Partido Comunista da China, assim como uma nova Comissão Central de Inspeção Disciplinar.

## Atividades do Congresso
Durante o congresso, Jiang Zemin, então Secretário-Geral do Partido Comunista da China, apresentou um relatório denominado "Acelerar a Reforma, a Abertura para o Mundo Exterior e a Condução da Modernização, para assim Alcançar um Grande Sucesso na Construção do Socialismo com Características Chinesas".

## Eleitos
O congresso elegeu 189 membros e 130 suplentes para o novo Comitê Central. A nova Comissão Central de Inspeção Disciplinar consistiu de 108 membros. Na Primeira Sessão Plenária do 14º Comitê Central do Partido, Jiang Zemin, Li Peng, Qiao Shi, Li Ruihuan, Zhu Rongji, Liu Huaqing e Hu Jintao foram eleitos para o Comitê Permanente do Politburo. Jiang Zemin foi eleito para Secretário-Geral do Comitê Central e também Presidente da Comissão Militar Central. A sessão também aprovou Wei Jianxing como secretário da Comissão Central de Inspeção Disciplinar.